# 三國神社

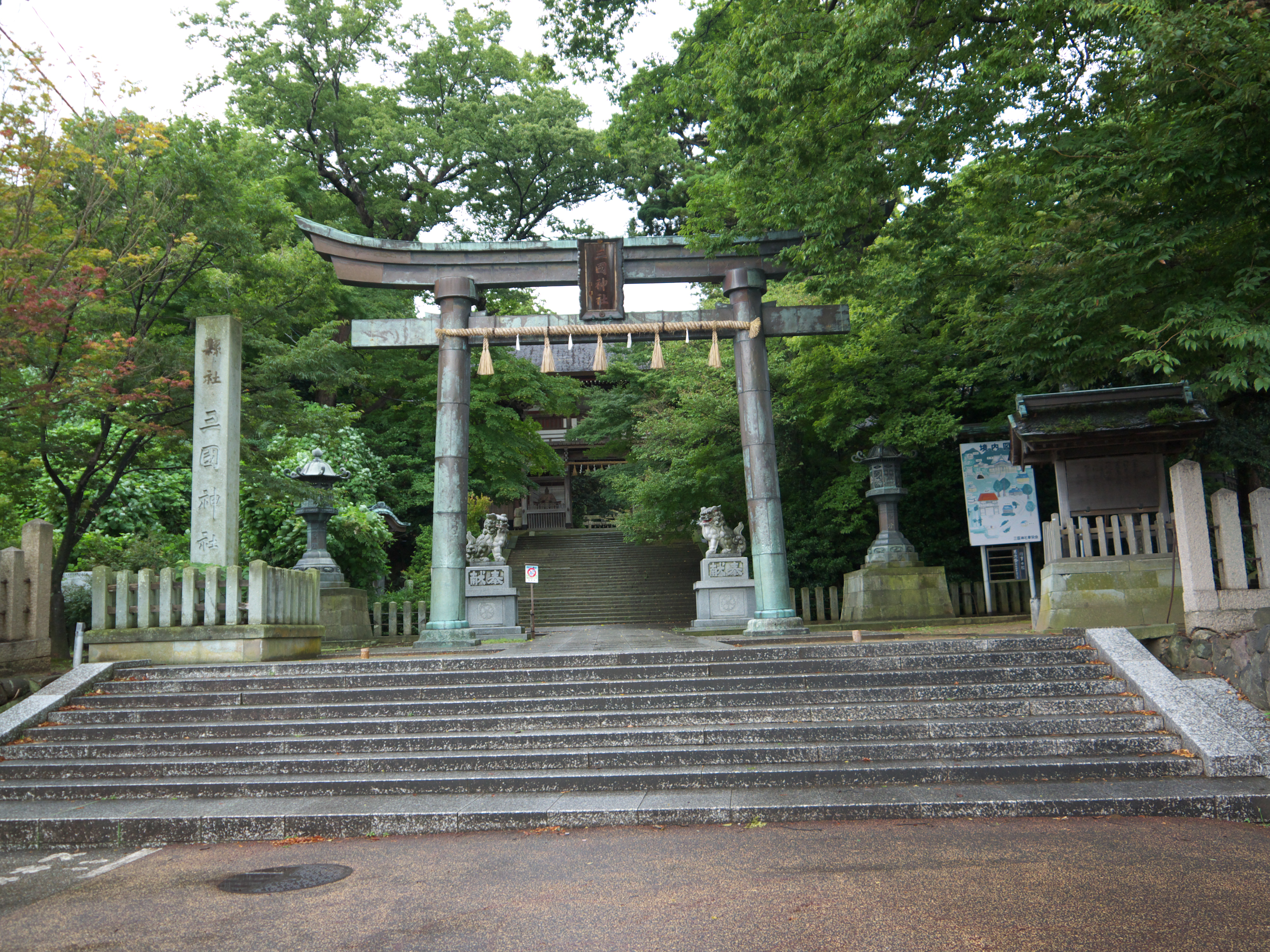
鳥居より随身門を垣間見る

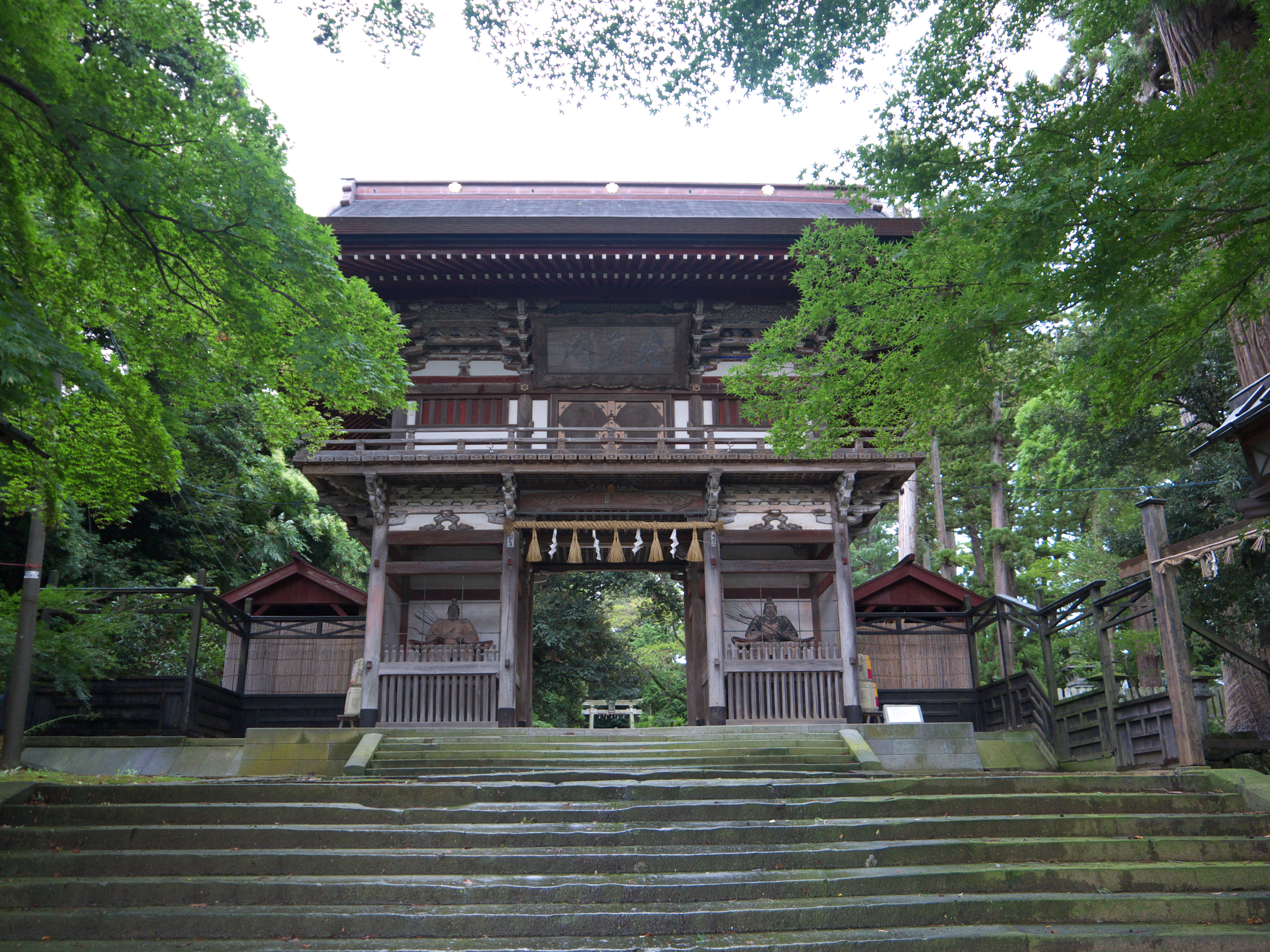
福井県指定文化財随身門

三國神社（みくにじんじゃ）は、福井県坂井市にある神社である。旧社格は県社。式内社「越前国坂井郡 三國神社」の後裔社とされているが、実際には祭祀の継続性はないものと見られる。大山咋命（山王権現）と継体天皇を祀り、地元では「おさんのさん（お山王さん）」と呼ばれている。例祭の三国祭は福井県指定の無形民俗文化財に指定されており、北陸三大祭の一つとされる。

## 歴史
「三國神社」の名は延喜式神名帳にはじめて登場する。当地は後に継体天皇となる男大迹王が治めた地で、継体天皇の歿後に朝廷によって継体天皇を祀る神社として創建されたのが始まりとする伝承があるが、それを示す史料は存在しない。延喜式神名帳に記される三國神社は、中世までには廃絶したものと見られる。
現在の三國神社は、天文9年（1540年）、竹田川 の支流の兵庫川から流れてきたとされる御神体を住人が拾い、当地の正智院に納めたのに始まる。天文13年（1544年）、正智院の院主・澄性が境内に小社を建立した。永禄7年（1564年）、澄性の弟子の澄元が現在地の桜谷を開き、山王宮を建立した。
明治3年（1870年）、式内・三國神社の後裔であるとして山王宮は「三國神社」への改称を藩に願い出たが却下され、地名をとって「桜谷神社」に改称した。明治5年（1872年）、近くにあった継体天皇を祀る水門宮を合祀し、脇祭神とした。明治18年（1885年）、三國神社への改称が許可され、現社名となった。

## 文化財
県指定文化財
- 三国祭
無形民俗文化財[2]
- 三國神社随身門
有形文化財[1]

## アクセス
- えちぜん鉄道
  - 三国芦原線三国神社駅下車。